# Александър Караджорджевич
Александър Карджорджевич (на сръбски: Александар Карађорђевић) (1806 – 1885), е княз на Сърбия в периода 1842 – 1858 г.
Син е на основателя на династията Карагеорги Петрович. След смъртта на баща си (1817) живее в Русия и служи известно време в руската армия. Сръбският княз Милош Обренович, желаейки да се помири с потомците на Карагеорги, в края на първото си управление поканил Александър в Сърбия, където през 1840 г. го назначава за адютант на княз Михаил Обренович, син на Милош. След свалянето на Михаил през 1842 г., в което Александър не участвал активно, Скупщината го избира за княз. Русия, която покрепяла активно династията на Обреновичите, не признала преврата, но новото гласуване дава същия резултат. Турция, напротив, веднага признала преврата и утвърдила Александър, неуточнявайки начина на наследственост на княжеската власт.
Цялото управление на княз Александър преминава в съобразяване с желанията на Турция и Австрия, народните движения в Босна и Херцеговина и България, насочени против Турция, а в Сърбия срещал повече враждебност и противодействие, отколкото подкрепа. Под влиянието на Австрия Александър запазва неутралитет по време на Кримската война. По време на управлението му са приети множество закони и са създадени нови държавни учреждения, издаден е граждански кодекс, реформирана е съдебната система, за първи път е създаден касационен съд, създадени са значителен брой учебни заведения. По-голямата част от тези идеи са заимствани от Австрия, но всичките му реформи носят бюрократичен характер. Александър Караджорджевич не бил особено популярен – агитацията на Обреновичите против него имала успех и предизвикала няколко въстания, които били потушени с голяма жестокост.
През 1858 г. поредното народно движение, както и враждебното положение, заето от Светоандрейската Скупщина, принуждават Александър да се укрие в белградската цитадела, под закрилата на турския гарнизон. Скупщината го обявява за свален и признава за княз Милош Обренович. Александър заминава за Австрия. През 1868 г. е обвинен за участие в убийството на княз Михаил Обренович и осъден от сръбски съд задочно на 20 години затвор, а от унгарски съд на 8 години затвор, които излежал. Скупщината лишава и всичките му потомци от правата им над сръбския престол. Бившият княз умира в унгарския град Темешвар (днес Тимишоара в Румъния).
Има двама сина:
- Петър I Караджорджевич (1844 – 1921), от 1903 г. крал на Сърбия, от 1918 г. пръв крал на сърби, хървати и словенци.
- Арсений (1859 – 1938), до 1903 г. служил в руската армия, а през 1891 – 1896 г. е женен за Аврора Демидова, княгиня Сан-Донато. Техният син принц Павел е регент на Югославия през 1934 – 1941 г.